# Berwang
Berwang je obec v Rakousku ve spolkové zemi Tyrolsko v okrese Reutte.
Žije zde 594 obyvatel (1. 1. 2011).